# Курденга (Шестаковский сельсовет)
Курденга — деревня в Кичменгско-Городецком районе Вологодской области.
Входит в состав Кичменгского сельского поселения (с 1 января 2006 года по 1 апреля 2013 года входила в Шестаковское сельское поселение), с точки зрения административно-территориального деления — в Шестаковский сельсовет.
Расстояние до районного центра Кичменгского Городка по автодороге составляет 26 км. Ближайшие населённые пункты — Большой Дор, Слуда, Шестаково.
Население по данным переписи 2002 года — 2 человека.